# Magyarországi Általános Munkáspárt
A Magyarországi Általános Munkáspárt az első magyar szociáldemokrata típusú munkáspárt.

## Megalakulása
A párt 1880-ban alakult. Tagságának jelentős részét a már létező Nemválasztók Pártja és a Magyarországi Munkáspárt tagsága alkotta.
A Nemválasztók Pártja a bérmunkások szervezkedéséből és egyleti törekvéseiből fejlődött ki 1878-ra. A Magyarországi Munkáspárt is ekkor alakult meg.
E két létező párt egyesüléséből jött létre az új politikai szervezet. A párt létrejöttének, majd működésének irányítója Frankel Leó volt.

## Programja
A párt politikai célkitűzései között a termelőeszközök társadalmi tulajdonba vételét, az általános és titkos választójog bevezetését, az egyesülési és gyülekezési jogok biztosítását, valamint a sajtószabadság garantálását követelte.
Miután Frankel külföldre távozott, a párt vezetését Ihrlinger Antal vette át; a párt fokozatosan polgári demokrata irányzatot vett fel.

## Átalakulása
A párt részt vett a II. Internacionáléban, amelynek hathatós közreműködésével 1890-ben átalakult Magyarországi Szociáldemokrata Párttá; szervezetét, tagságát teljesen újjá szervezték.